# Celleporina diota
Celleporina diota är en mossdjursart som beskrevs av Ernst Marcus 1938. Celleporina diota ingår i släktet Celleporina och familjen Celleporidae. Inga underarter finns listade i Catalogue of Life.